# Largan Precision
Largan Precision — тайваньская компания, производитель оптических линз для смартфонов и другой электроники. По состоянию на 2022 год был крупнейшим производителем линз, занимая четверть мирового рынка.

## История
Компания была основана в 1969 году под названием Largan Optronic. В 1987 году получила дополнительное финансирование и была переименована в Largan Precision; её основателями были Скотт Линь и Тони Чэнь. С начала 1990-х годов начала производство линз из пластмассы. В 1995 году началось строительство завода в Дунгуане (КНР). В марте 2002 года компания разместила свои акции на Тайваньской фондовой бирже. Также с 2002 года начала производство оптических систем для мобильных телефонов. В 2003 году началось строительство завода в Сучжоу.
С 2005 года производство оптических модулей для камерофонов стало основным направлениям деятельности. В 2010 году компанию возглавил сын одного из основателей Линь Эньпин. В 2014 году компания инвестировала 20,5 млрд тайваньских долларов в строительство самого крупного в мире завода по производству линз вблизи своей штаб-квартиры в Тайчжуне.
В 2021 году занимала 1445-е место в списке крупнейших публичных компаний мира Forbes Global 2000.

## Деятельность
Основной продукцией компании являются оптические модули (наборы линз с системой автофокусировки) для различной электроники, включая смартфоны, планшеты, ноутбуки, смарт-часы, IP-камеры, цифровые фотоаппараты, наголовные дисплеи, дроны, медицинские инструменты. Линзы изготавливаются из оптического стекла, поликарбоната, органического стекла и CR-39.
Выручка компании за 2022 год составила 47,7 млрд новых тайваньских долларов (1,55 млрд долларов США), её распределение по регионам: КНР — 41 %, Республика Корея — 22 %, Вьетнам — 19 %, Япония — 16 %, другие регионы — 3 %. Среди крупнейших клиентов компании — Apple, Sony и Samsung Electronics, а также китайские производители смартфонов Huawei, Vivo и Oppo.
Основными конкурентами являются тайваньская компания Genius Electronic Optical и китайская Sunny Optical Technology.